# 摄命

摄命（又作𫯺命，據郭店楚簡《緇衣》，「𫯺」即為「攝」字），是清華簡篇章。或疑為是《尚书》篇章的冏命（或作臩命），後被伪古文尚书冏命顶替。或認為其性質是此前未見的《尚書》逸篇。
清华简经过整理，在清华简整理报告第八辑中囊括了简文摄命，整理者为马楠。對於摄命對話者的身份有多種推測，主流意見有兩說。一說以整理者為代表，認為摄命是周孝王對周懿王之子燮的冊命。另一說以摄命為周穆王对宗室伯𫯺的一项册命。此說，以𫯺在傳世文獻中訛寫作臩，認為「伯𫯺」即《史记》中的伯臩，《史记·周本纪》云：“穆王即位，春秋已五十矣。王道衰微，穆王閔文武之道缺，乃命伯臩申誡太仆國之政，作臩命，复宁。”即对这一册命的记载。
摄命的年代属于西周中晚期，简文共869字，竹简32支。简文分为两部分，第一部分为第1简至第31简，为穆王对伯摄的诫命；第二部分为第32简，为穆王、祭公谋父以及伯摄在册命仪式上的情况。
冏命的「冏」字属于讹写或者是借字。黄德宽认为「冏」与「臩」有同音替换关系。程浩认为「冏」是刘向整理古代文献时因为有脱字，标记了缺文符号“□”，后人则将这一缺文符号认成了“冏”。贾连翔認為汉代人將㘝誤認作冏。